# Cake-Pop

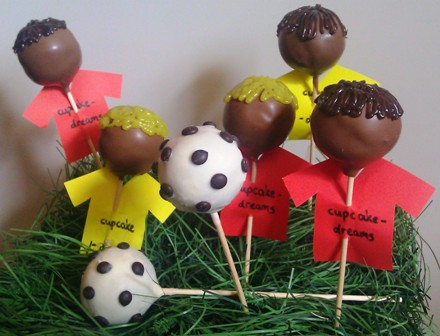
Cake-Pops mit Fußballdekoration

Cake-Pops werden auch Kuchenlollis oder kleine Kuchen am Stiel genannt. Kuchenbrösel werden mit Frosting oder Frischkäse gemischt und zu kleinen Kugeln geformt, bevor sie eine Beschichtung aus Zuckerguss, Schokolade oder anderen Dekorationen erhalten und an Lutscherstielen angebracht werden. Pop ist die Kurzform von popsicle/lollipop (engl. Lolli).

## Zubereitung

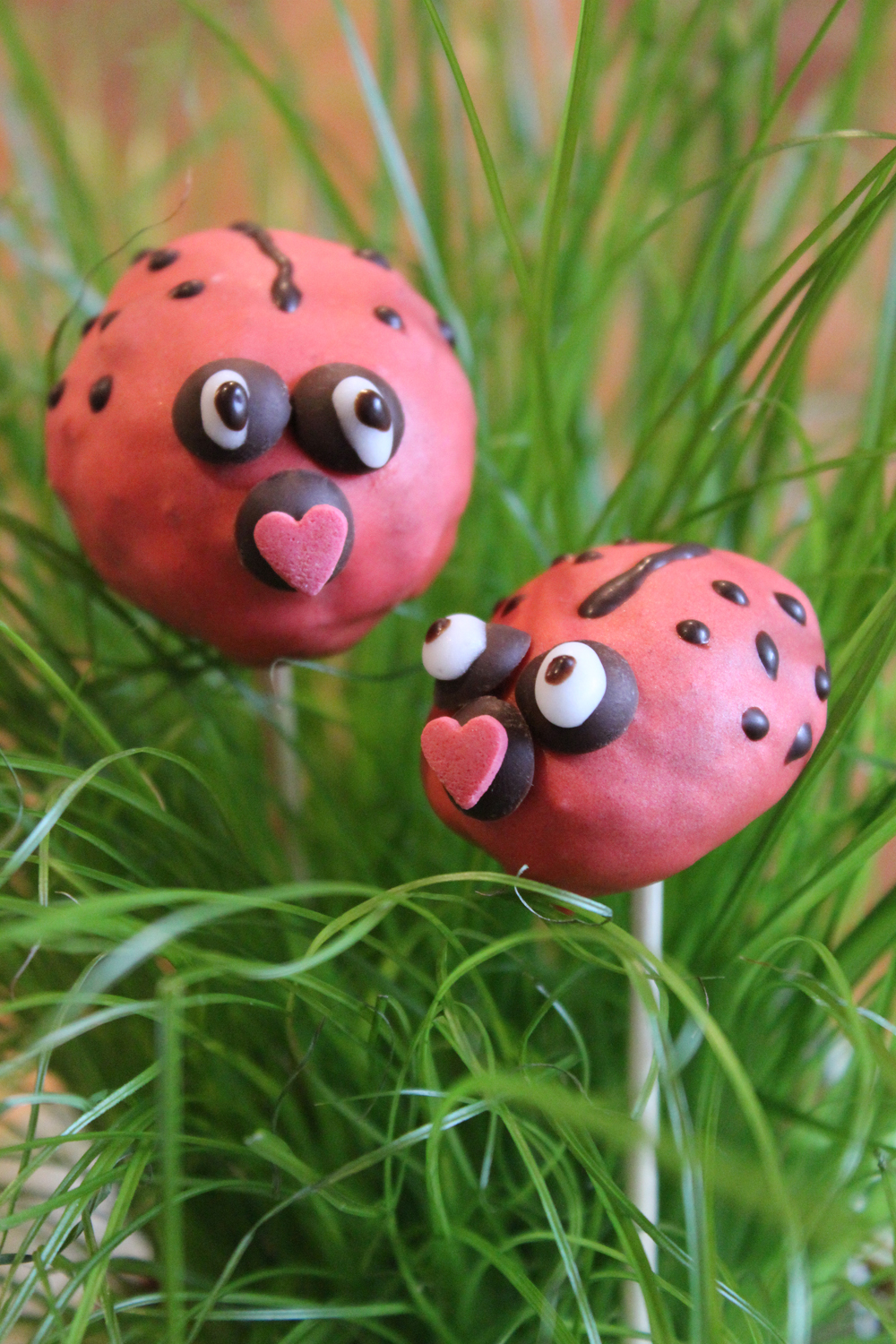
Ungebackene Cake-Pops als Marienkäfer

Um einen Cake-Pop herzustellen, wird ein Kuchen zu Bröseln verarbeitet und mit Zuckerguss, Schokolade oder Frischkäse gemischt. Daraus werden Kugeln geformt und in jede wird ein Lutscherstiel gesteckt. Sobald sich die Masse verfestigt hat, kann sie in Zuckerguss oder geschmolzene Schokolade getaucht und anschließend dekoriert werden. Cake-Pops können rund sein, aber auch andere Formen haben, z. B. Herzen.
Mittlerweile gibt es immer mehr Hersteller von sogenannten „Cake Pop Makers“, die nach der Befüllung mit selbst zubereitetem Teig runde Cake Pops backen.

## Trends
Die Popularität der Cake-Pops ist zwischen 2009 und 2011 stark angestiegen. Als Erfinderin der Cake-Pops gilt Angie Dudley, die eines der ersten Cake-Pop-Rezepte in einer kleinen Backstube in London entwickelt hat. Als sie die Fotos von ihren rosa Cake-Pops im Internet veröffentlichte, stieß sie damit auf großes Interesse. Bald darauf waren die Cake-Pops in ausgesuchten Kaufhäusern in London erhältlich. Ihr Buch Cake-Pop, das sie unter dem Namen Bakerella veröffentlichte, stand 2010 sechs Wochen in der New-York-Times-Bestsellerliste.